# Jimmy Samuelsson
Jimmy Samuelsson, född 7 november 1976, är en svensk brottare, som tävlar i grekisk-romersk stil, 66 kg. År 2002 vann han VM-guld. Han har tävlat i Bundesliga i Tyskland men kom tillbaka till Spårvägen (hans modersklubb) för att brottas i SM 2009. Han deltog även i SM 2012 (Stockholm) samt 2014 (Eslöv) där det slutade med guld för 38-åringen. Jimmy satsade som 39-åring mot OS i Rio 2016.

## Meriter
- Sm-guld (1998,2001,2004,2005,2009,2012 samt 2014 (olika viktklasser)
- 2015: Veteran VM-guld (76 kg)
- 2014: Veteran VM-guld (75 kg)
- 2013: Veteran VM-guld (75 kg)
- 2012: Veteran VM-guld (75 kg)
- 2011: Veteran VM-guld (75 kg)
- 2003: VM-10:a (66 kg)
- 2002: VM-guld (66 kg)
- 2001: VM-4:a och EM-4:a (69 kg)
- 2004: OS-4:a (66 kg)